# Helicoconis similis
Helicoconis similis är en insektsart som beskrevs av Meinander 1972. Helicoconis similis ingår i släktet Helicoconis och familjen vaxsländor. Inga underarter finns listade i Catalogue of Life.